# Efraín Juárez
Efraín Juárez Valdez (Cidade do México, 22 de fevereiro de 1988) é um treinador e ex-futebolista mexicano que atuava como volante. Atualmente comanda o Pumas UNAM.

## Carreira

### Pumas UNAM
Juárez aderiu ao sistema juventude Pumas na idade de 13. Depois de vencer o Campeonato Mundial Sub-17 de 2005, tendo um papel fundamental na defesa, ele foi contratado pelo Barcelona junto com o companheiro de Sub-17 Jorge Hernández em 2006. Sem muito apoio e poucos minutos jogados na equipe Barcelona B, ele retornou ao Pumas Morelos e levou algum tempo para o técnico Ricardo Ferretti a chamá-lo de Pumas. Competindo por uma posição na ala direita com Fernando Espinoza , ele rapidamente se tornou uma partida na equipe de Ferretti. Com a decisão de Ferretti para dar continuidade à sua equipe, Juárez renovou seu contrato de frente para o torneio Clausura 2009. Pumas terminou campeão, batendo o Pachuca CF.

### Celtic
Em 17 de julho de 2010, Pumas aceitou a oferta de Juárez da Scottish Premier League clube Celtic. Em 26 de Julho, uma £ 4000000 transferência foi acordada e Juárez assinou um contrato de quatro anos com os aros, fazendo dele o primeiro jogador mexicano a desempenhar na SPL. Juárez fez sua estréia em um celta 3-0 Champions League derrota fora de Braga. Ele marcou seu primeiro gol pelo clube no jogo de volta no Celtic Park com uma cabeçada. Em seguida, ele marcou seu segundo gol, novamente no Celtic Park, em uma Liga Europa qualificação primeira perna partida contra o Utrecht duas semanas depois. Juárez estava perto de acordar um movimento de empréstimo a Serie A lado Brescia Calcio em janeiro 2011 janela de transferência, mas o negócio caiu completamente. Ele já caiu em desgraça com a primeira equipe e seu agente admitiu que pode precisar de Juárez para seguir em frente, no verão de 2011 para receber futebol da primeira equipa.

### Real Zaragoza

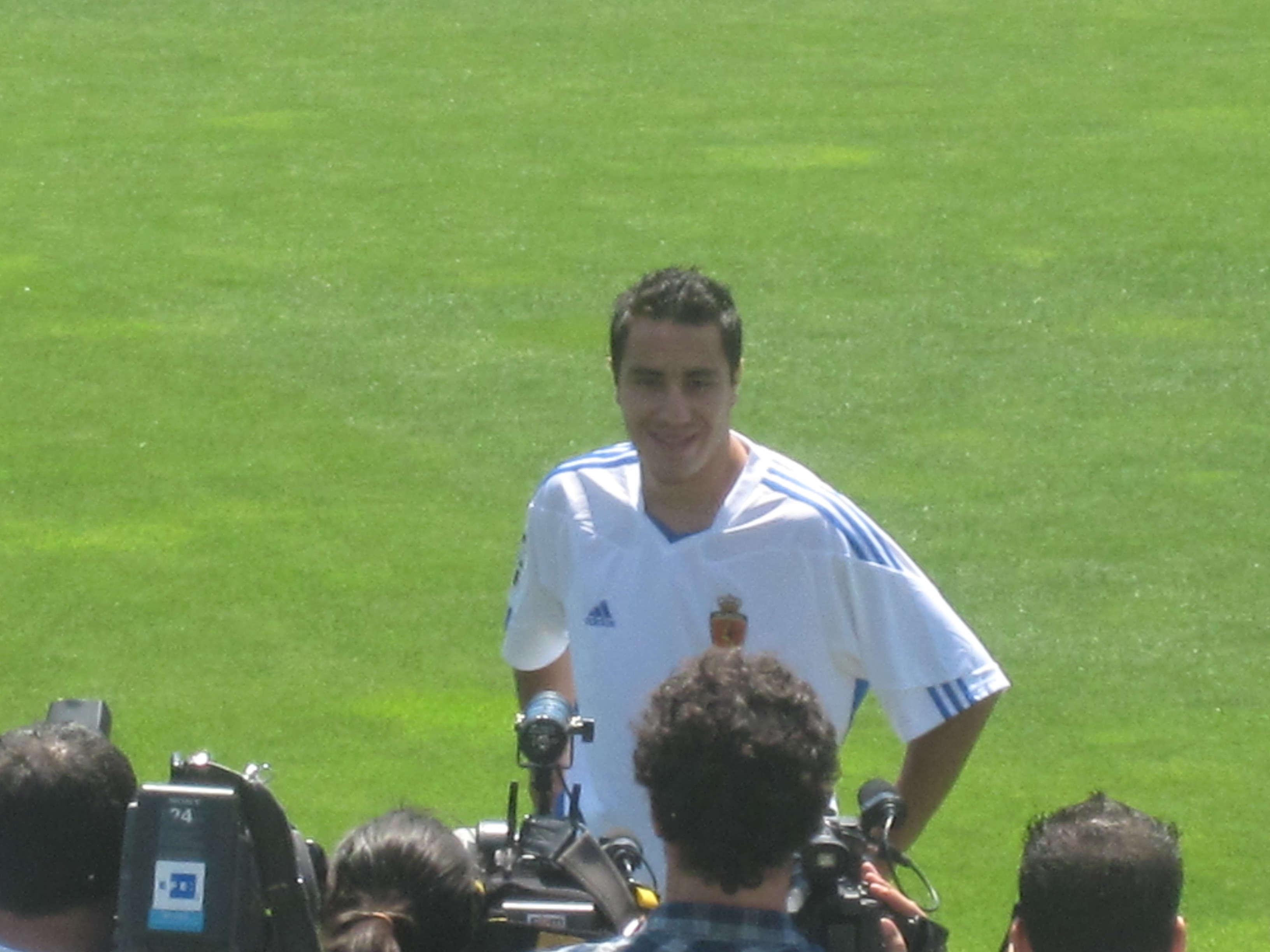
Juárez se apresentando no Zaragoza

Em 26 de Julho 2011, depois de semanas de especulação, Juárez foi emprestado ao La Liga lado Real Zaragoza, se ele seria re-unida com o ex-equipe nacional México treinador Javier Aguirre. Ele fez sua estréia pelo Zaragoza em uma perda 6 a 0 contra o Real Madrid. Em seguida, ele marcou seu primeiro gol pelo clube em uma derrota 4 a 3 para o Real Betis.

### Club América
Em 5 de junho de 2012 foi anunciado que Juárez foi transferido para a América de seu país de origem do México. Ele fez sua primeira aparição para a América em 27 de junho, em uma perda de pré-temporada 0-2 contra o Jaguares. Ele fez sua liga estréia em 21 de julho, em um empate 0-0 contra o Monterrey.

## Seleção nacional
Em 28 de junho de 2009, Juárez fez sua primeira internacional, com a equipa sénior do México contra a Guatemala. Juárez desempenhou uma parte da equipe que ganhou a Copa Ouro da CONCACAF de 2009. Na Copa Ouro, ele jogado principalmente na lateral-direita. Ele começou e completou todos os jogos disputados na competição. Graças a sua grande performance, ele rapidamente ganhou um lugar na equipa nacional. Juárez marcou para o México contra Costa Rica , durante uma disputa de pênaltis.
Em 11 de junho de 2010, Juárez tornou-se o primeiro jogador a ser reservado na Copa do Mundo de 2010 na partida de abertura contra o México, África do Sul.
Ele também jogou na vitória do México por 2-0 sobre a França em 17 de junho, quando ele era substituído por Javier Hernandez aos 55 minutos, que mais tarde se passou a pontuação.
Em 22 de setembro de 2010, foi anunciado que Juárez e México companheiro Carlos Vela banido do dever internacional de seis meses para a sua participação numa festa em Monterrey após um jogo com a Colômbia, duas semanas antes.
Juárez marcou seu primeiro gol para a equipe nacional na vitória por 5-0 contra El Salvador no jogo de abertura da Copa Ouro da CONCACAF de 2011 em 5 de Junho.

## Estatísticas
Até 13 de junho de 2013

### Clubes
| Clubes            | Clubes            | Clubes            | Liga    | Liga    | Copa            | Copa            | Copa da Liga         | Copa da Liga         | Continental | Continental | Total | Total |
| Temporada         | Clube             | Liga              | Jogos   | Gols    | Jogos           | Gols            | Jogos                | Gols                 | Jogos       | Gols        | Jogos | Gols  |
| México            | México            | México            | Liga    | Liga    | Copa Nacional   | Copa Nacional   | Copa da Liga         | Copa da Liga         | CONCACAF    | CONCACAF    | Total | Total |
| ----------------- | ----------------- | ----------------- | ------- | ------- | --------------- | --------------- | -------------------- | -------------------- | ----------- | ----------- | ----- | ----- |
| 2008–09           | Pumas UNAM        | Primera División  | 41      | 0       |                 |                 |                      |                      | 2           | 1           | 43    | 1     |
| 2009–10           | Pumas UNAM        | Primera División  | 25      | 0       |                 |                 |                      |                      | 4           | 0           | 29    | 0     |
| Escócia           | Escócia           | Escócia           | SPL     | SPL     | Copa da Escócia | Copa da Escócia | Copa da Liga         | Copa da Liga         | UEFA        | UEFA        | Total | Total |
| 2010–11           | Celtic            | SPL               | 13      | 0       | 1               | 0               | 2                    | 0                    | 4           | 2           | 21    | 2     |
| Espanha           | Espanha           | Espanha           | La Liga | La Liga | Copa do Rei     | Copa do Rei     | Supercopa da Espanha | Supercopa da Espanha | UEFA        | UEFA        | Total | Total |
| 2011–12           | Zaragoza          | La Liga           | 15      | 1       | 0               | 0               | –                    | –                    | –           | –           | 15    | 1     |
| México            | México            | México            | Liga MX | Liga MX | Copa MX         | Copa MX         | Copa da Liga         | Copa da Liga         | CONCACAF    | CONCACAF    | Total | Total |
| 2012–13           | América           | Liga MX           | 3       | 0       | 3               | 0               |                      |                      |             |             | 6     | 0     |
| Total             | México            | México            | 69      | 0       | 3               | 0               |                      |                      | 6           | 1           | 78    | 1     |
| Total             | Escócia           | Escócia           | 13      | 0       | 1               | 0               | 2                    | 0                    | 4           | 2           | 20    | 2     |
| Total             | Espanha           | Espanha           | 15      | 1       | 0               | 0               | 0                    | 0                    | 0           | 0           | 15    | 1     |
| Total na carreira | Total na carreira | Total na carreira | 97      | 1       | 3               | 0               | 2                    | 0                    | 10          | 3           | 112   | 4     |

### Seleção
| Seleção | Anos  | Jogos | Gols |
| ------- | ----- | ----- | ---- |
| México  |       |       |      |
| 2009    | 9     | 0     |      |
| 2010    | 16    | 0     |      |
| 2011    | 14    | 1     |      |
| Total   | Total | 39    | 1    |

#### Gols pela seleção
| Gols | Data               | Estádio/Cidade                             | Adversário  | Placar | Resultado | Competição                    |
| ---- | ------------------ | ------------------------------------------ | ----------- | ------ | --------- | ----------------------------- |
| 1.   | 5 de Junho de 2011 | Cowboys Stadium, Arlington, Estados Unidos | El Salvador | 1–0    | 5–0       | Copa Ouro da CONCACAF de 2011 |

## Títulos

### Como jogador
Pumas UNAM
- Primera División de México Clausura: 2009

Club América
- Liga MX Clausura: 2013

Seleção Mexicana
- Mundial Sub-17: 2005
- Copa Ouro da CONCACAF: 2009, 2011

### Como treinador
Atlético Nacional
- Campeonato Colombiano: 2024-II
- Copa Colômbia: 2024